# Rallus antarcticus
El pidén austral o gallineta chica (Rallus antarcticus, King 1828), también denominado rascón pidén o pidencito es una especie de ave gruiforme de la familia Rallidae que vive en Chile y Argentina. Posee una altura aproximada a los 20 centímetros, es de carácter tímido y de difícil observación, tiene un pico alargado y patas de color rojo brillante. Su canto o voz es un qui-di qui-di qui-di…, sonoro y casi metálico, con un intervalo cercano a los 0.5 segundos por cada dos notas. Al sentirse amenazado emite un sonido áspero CHUÍ seguido de un Fwu-fjú-fjú gutural

## Población
Aparentemente no es muy numerosa, aunque recientemente han aumentado sus avistamientos. BirdLife International (2016) tiene una estimación poblacional entre 2.500-9.999 individuos adultos por análisis de registros y encuestas, esto equivale aproximadamente a 3.500-15.000 individuos. Solo se han recolectado dos especímenes desde 1901, uno en 1931 y otro en 1959. se encontró que la especie era bastante común en Carhué en Buenos Aires en principios de abril de 1881. El pidén austral es generalmente difícil de detectar, pero la escasez de especímenes y avistamientos de esta especie sugiere que ya era raro a principios de siglo. Koslowsky solo aseguró un espécimen único durante la recolección intensiva de 1899 a 1901 en Chubut, Argentina  también solo registró un individuo en la Patagonia.

## Ecología
Habita campos pantanosos, orillas de los lagos con áreas apresuradas y cañaverales.  Poco se sabe sobre la alimentación; un estómago contenía una masa de tricópteros parcialmente digeridos Limnophilus meridionalis, Su dieta probablemente no sea muy diferente de una especie similar al rascón de Virginia Rallus limicola, su dieta consistía en babosas, caracoles, peces pequeños, larvas de insectos y lombrices de tierra.  

## Periodo reproductivo
El periodo reproductivo del pidén austral comenzaría al inicio de la primavera (septiembre), cuando los individuos vocalizan activamente y la puesta de los huevos se extendería al menos desde mediados de la primavera hasta principios del verano.

## Hábitat reproductivo
La anidación probablemente ocurre en todo su rango.   Pidén austral vive oculto en la vegetación en sectores anegados y húmedos. En el extremo sur en lagunas o lagos Andino-Patagónicos, de abundantes pajales en sus riberas. Gran parte del hábitat reproductivo del pidén austral en la estepa patagónica austral ha desaparecido debido a que los parches extensos de totorales han sido eliminados por efecto del sobrepastoreo del ganado ovino. Actualmente, sólo unos pocos sitios presentan parches de totorales con la cobertura y densidad vegetacional adecuada para la reproducción de la especie. 

## Hábitat
Sus hábitats naturales son los pantanos, lagos y marismas de agua dulce. 

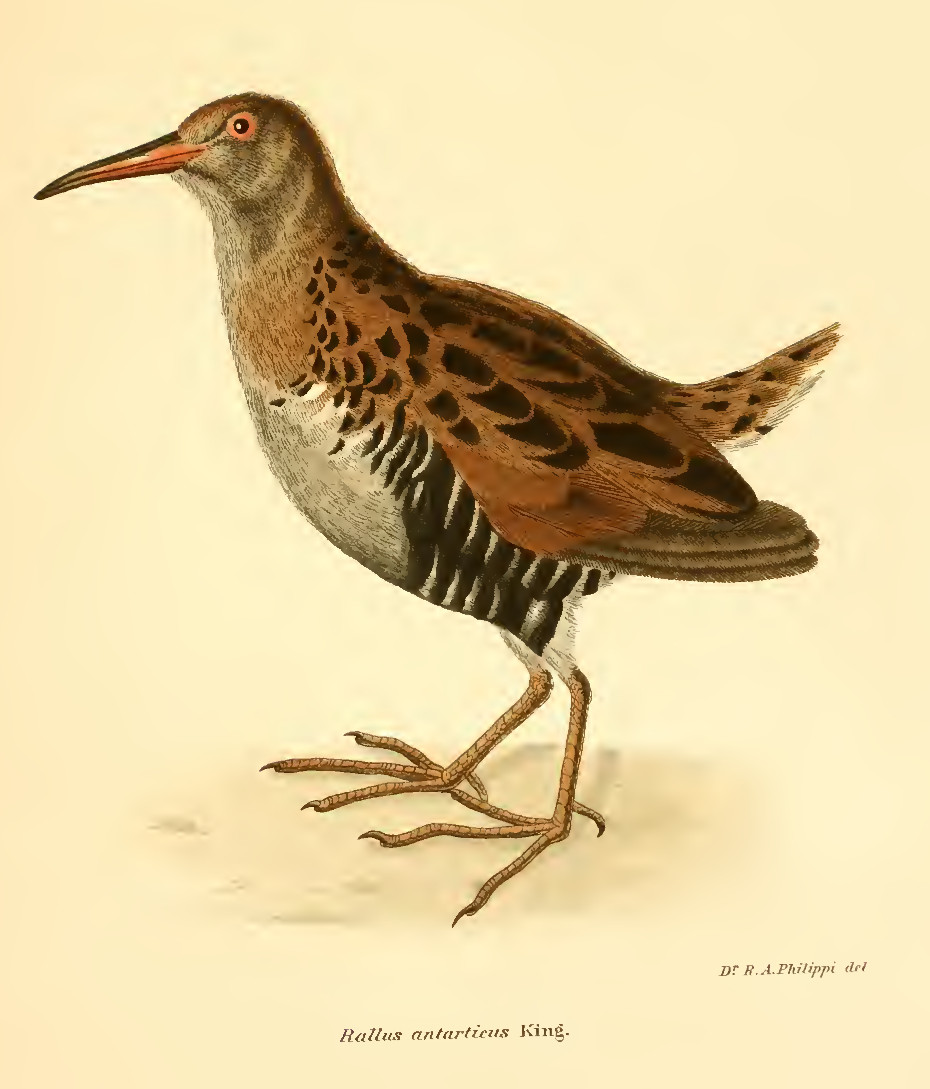
Imagen de un rallus antarticus en Figuras i descripciones de aves chilenas, Anales del Museo Nacional de Chile, 1902

## Redescubrimiento en Argentina
Esta especie fue redescubierta en tiempos modernos recién en el año 1998, en la localidad de la Estancia La Angostura, Río Chico, Provincia de Santa Cruz, Argentina.

## Descripción del polluelo
Tanto su cabeza, cuello, manto, dorso y vientre, cubiertos de plumón negro con plumas grises o blancas barradas de pardo en la región sub-caudal. El pico es negro con una mancha blanca en la base del culmen, la que abarcaba ambos orificios nasales. Las patas de color cuerno con su cara anterior negra. El largo del pico es de 14 mm, el tarso de 20,2 mm, el dedo medio de 23 mm y el peso es 11,5 gramos. De barrado grisáceo y la mancha blanca en la base del culmen del polluelo del pidén austral, estos datos pueden ser utilizados como elementos diagnósticos para distinguirlo de los polluelos del pidén común, el único otro rállido presente de manera regular en el sur de Chile y Argentina. Pico pardo negruzco con base blanco crema, las patas pardas negruzcas con un leve tinte azulado y el iris pardo muy oscuro.

## Descripción del nido
Todos los nidos fueron registrados dentro de totorales con un piso de totoras muertas (Typha) lo cual permitió el desplazamiento de los pidenes y posiblemente también sirve de base o anclaje para la construcción o sustentación del nido. Los distintos parches de totorales funcionan como sitios de refugio y alimentación para la especie. Estas características de vegetación del hábitat reproductivo coinciden con aquellas presentes en otros sitios donde la especie fue registrada anteriormente.
El pidén austral está presente en algunas lagunas con totorales dentro del Parque Nacional Torres del Paine en Chile. Se sugiere que estas características podrían depender de factores como el nivel de agua, altura, densidad y conformación de la vegetación circundante y/o disponibilidad de alimento.

## Descripción de los huevos

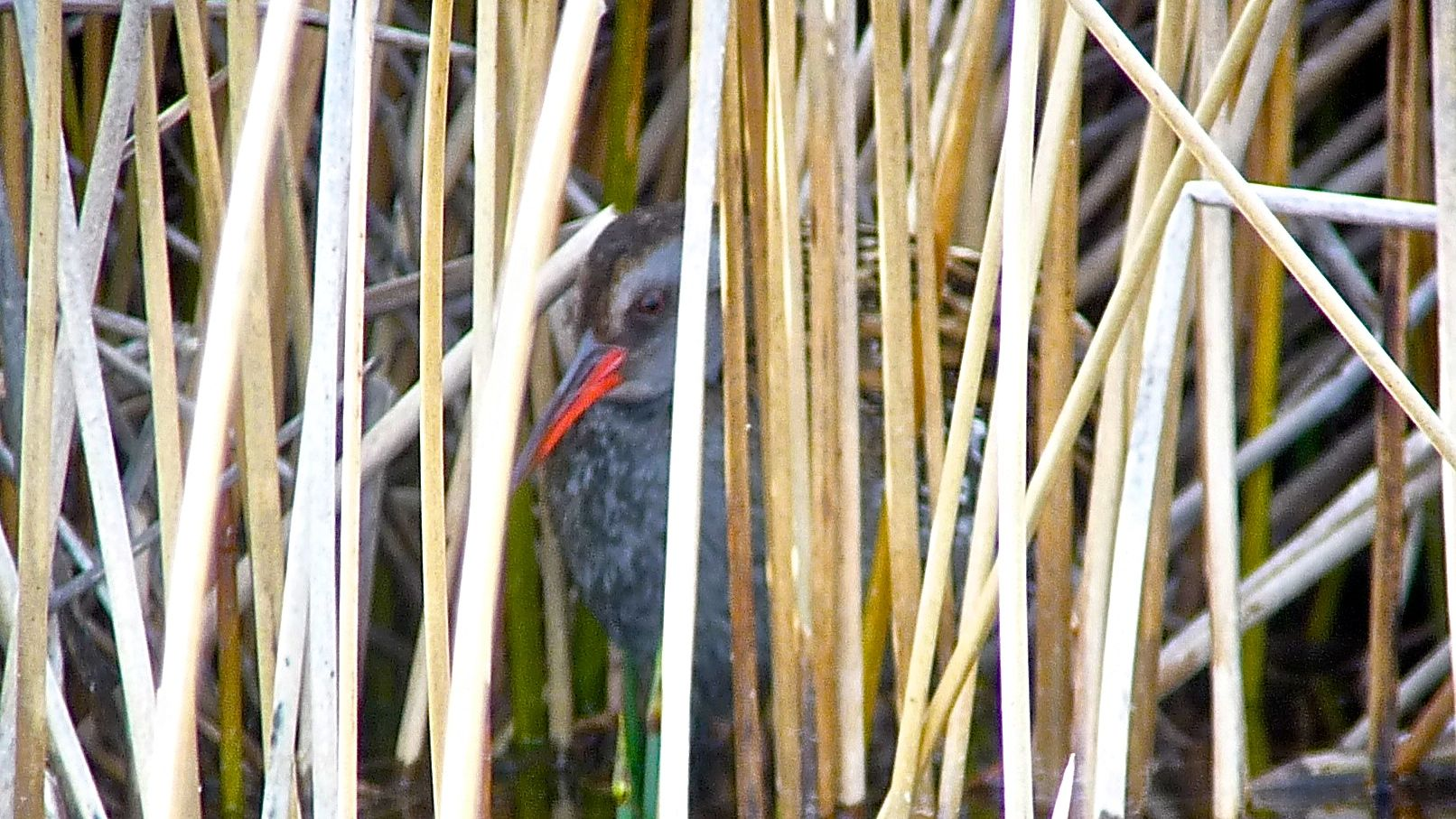
Rallus antarcticus, Pidën austral.

De las pocas observaciones de nidos, algunas han sido registradas en Chile central,  el Parque Nacional Torres del Paine y otras en cercanías del Parque Nacional Los Glaciares en Argentina. Los huevos son ovales de color crema o beige con pequeñas manchas rojizas y púrpuras, más concentradas hacia el polo inferior. También se han descrito color crema con tinte leonado cubiertos con manchas y pecas mayormente de color castaño, aumentando la cantidad de manchas hacia el polo. El tamaño promedio de los huevos fue de 24,3 ± 0,7 mm x 34,6 ± 0,9 mm (media ± D.E.) Los nidos han tenido seis y ocho huevos cada uno.

## Estado de conservación
Según la lista roja de la UICN, el pidén austral es Vulnerable (VU). Su tendencia poblacional es a la disminución.